# Савио (Равена)
Савио (итал. Savio) је насеље у Италији у округу Равена, региону Емилија-Ромања.
Према процени из 2011. у насељу је живело 1487 становника. Насеље се налази на надморској висини од 1 м.